# Carmen García Moyón
Carmen García Moyón (Nantes, França, 13 de setembre de 1888 - Torrent, 30 de gener de 1937) fou una activista cristiana coneguda per ser una de les víctimes mortals de la persecució religiosa durant la Guerra Civil espanyola.
Va nàixer a França on el seu pare estava exiliat de resultes d'haver combatut al costat de Carles de Borbó i Àustria-Este durant la Tercera Guerra Carlina. Carme era la penúltima de cinc fills. Passat un temps la família va retornar de França i es va instal·lar a Sogorb (Alt Palància). Ella, després de passar pel noviciat de les Terciàries Caputxines d'Altura, no va renovar els vots i es va traslladar a Manises durant un temps.
Dos anys després va anar a viure a Torrent (l'Horta) on es va afiliar a les Margarites i on arribà a ser zeladora de la Junta d'aquesta organització de dones carlistes. Pertanyia també a diverses associacions religioses. Era soltera. La seua actitud valenta i combativa en defensa de l'església durant la República, va ser motiu perquè els sectors contraris la miraren amb recel, i es va situar així en el punt de mira dels anticlericals i dels revolucionaris més extremats.
Per la seva militància cristiana, al mig any de l'inici de la Guerra Civil Espanyola, la nit del 30 de gener de 1937, quan comptava amb 48 anys, fou treta violentament de sa casa per milicians i portada a la partida del “Tollo”, camí de Morredondo, on, arruixada prèviament amb gasolina, va ser cremada viva després d'un intent de violació.